# 呉官正
呉 官正（ご かんせい、ウー・グアンヂョン、1938年8月 - ）は、中華人民共和国の政治家。第16期中国共産党中央政治局常務委員（序列第7位）、中国共産党中央規律検査委員会書記。
1983年から1986年まで武漢市長を務める。1986年に江西省省長に就任、以後11年間江西省で務め、同省の中国共産党委員会書記にまで昇進。1997年に山東省党委書記に転任し、同年政治局委員に昇進、2002年には党政治局常務委員に選出され、党中央規律検査委員会書記に就任。
高齢のため2007年10月の全国人民代表大会を最後に引退。後任には賀国強が就任した。
中国共産党内では珍しく派閥が明らかでない人物であり、それ故に各主要派閥との関係も良好である。また胡錦涛とは学友、曽慶紅とは同郷の関係にあり、清廉であり、中道派の人物として各派に中央規律検査委員会の責任者として受け入れられている。
| 先代尉健行 | 中央規律検査委員会書記2002年 - 2007年 | 次代賀国強 |